# Степанцево (Вологодская область)
Степанцево — деревня в Череповецком районе Вологодской области.
Входит в состав Мяксинского сельского поселения, с точки зрения административно-территориального деления — в Мяксинский сельсовет.
Расстояние по автодороге до районного центра Череповца — 31 км, до центра муниципального образования Мяксы — 4 км. Ближайшие населённые пункты — Шилово, Травливка, Хантаново.
По переписи 2002 года население — 23 человека (6 мужчин, 17 женщин). Всё население — русские.